# شعار توغو
اعتمد شعار توغو في 14 مارس 1962.
يظهر في الشعار أسدين باللون أحمر واقفين يرمزان إلى شجاعة الناس. مع كلا الأسدين قوس وسهم، يرمزان إلى دعوة جميع المواطنين إلى أن يكونوا ناشطين في الدفاع عن حرية البلاد. يظهر بين الأسود درع ذهبي عليه الأحرف RT (اختصار République Togolaise). فوقه علمان لتوغو. على الشريط كلمات: «Travail، Liberté، Patrie» (العمل، الحرية، الوطن).
بعد المؤتمر الوطني في توغو عام 1991، انتشرت نسخ متعددة من هذا الشعار، حتى داخل حكومة توغو. في يونيو 2008، أوضح قرار المحكمة الدستورية أي النسخة الصحيحة.